# Битва за Алеппо (2012—2016)

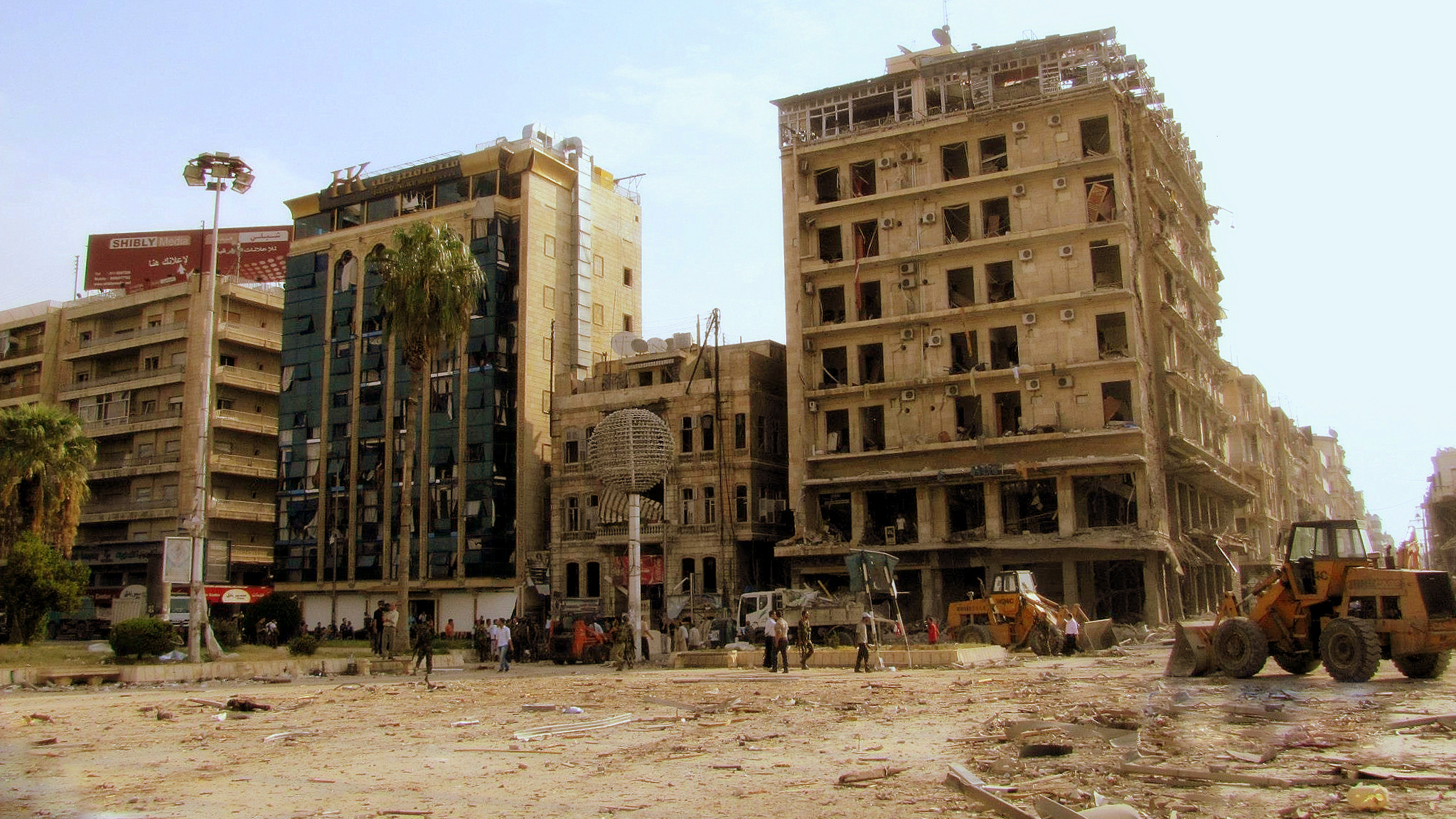
Руйнування в Алеппо

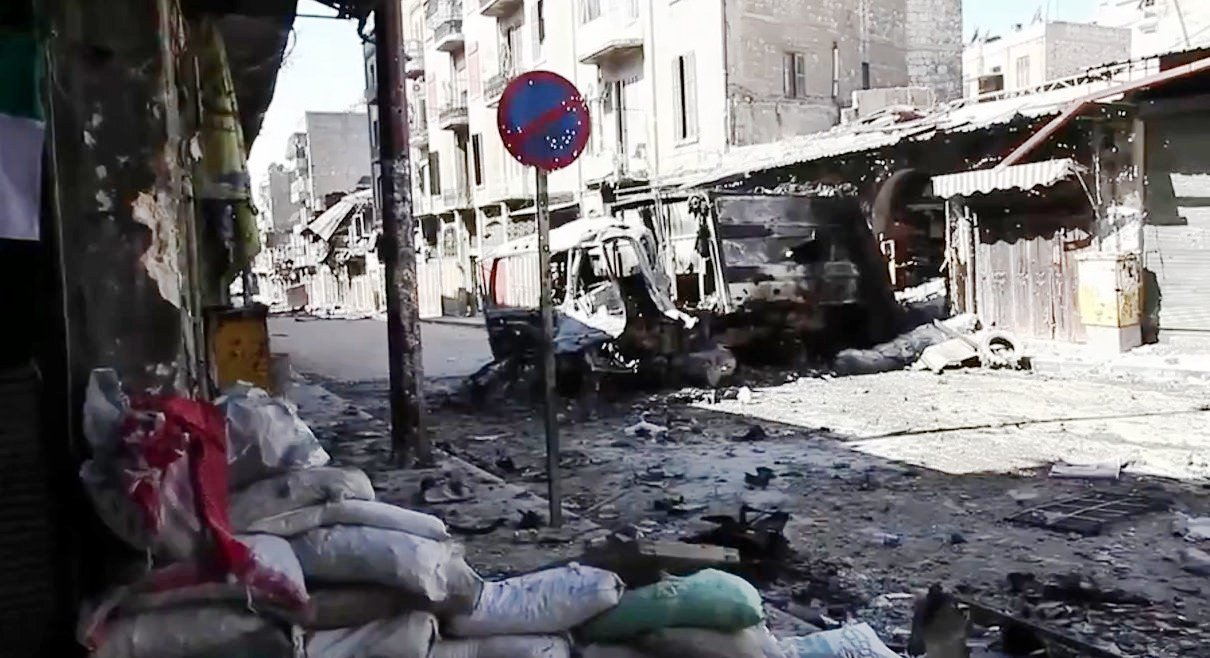
Руйнування в Алеппо

Битва за Алеппо (араб. معركة حلب) — збройне протистояння між збройними силами Сирії та, пізніше, Росії з одного боку проти опозиційної до режиму Башара Асада Вільної сирійської армії та інших ісламістських угрупувань з іншого за контроль над містом Алеппо на північному заході Сирії, що є другим за значенням і першим за чисельністю населення містом Сирії. У боях також брали участь курдські бійці із «Загонів народної оборони». Один з центральних епізодів громадянської війни в Сирії та російської збройної інтервенції у Сирію.
Патова ситуація, яка тривала протягом чотирьох років, закінчилася в липні 2016 року, коли сирійські урядові війська закрили останню лінію постачання повстанців в Алеппо за підтримки російських авіаударів. У відповідь повстанські сили розпочали невдалі контратаки у вересні та жовтні, які не змогли прорвати облогу; у листопаді урядові сили розпочали наступальну операцію, результатом якої було відвоювання всього Алеппо до грудня 2016 року. Перемога сирійського уряду стала переломним моментом у громадянській війні в Сирії.

## Значення
Бої за Алеппо усіма сторонами протистояння розглядаються як вирішальні. Зокрема, противники сирійської влади планували в разі перемоги в Алеппо взяти під свій контроль ще й місто Ідліб, яке знаходиться на захід від Алеппо. Це дозволило б створити уздовж північно-західного кордону з Туреччиною «зону безпеки», яка використовувалася б як плацдарм для ведення подальших бойових дій.
З серпня 2012 року захід міста контролювала сирійська армія, а схід — ісламістські і повстанські угруповання. За весь час протистояння жодній зі сторін не вдалося домогтися вирішальної переваги. Ситуація різко змінилася восени 2016 року, коли після масштабних бомбардувань міста російською авіацією сирійська урядова армія та російські війська перейшли в наступ при підтримці шиїтських добровольців з Лівану, Ірану і Іраку.

## Хід бойових дій

### 2012
19 липня в декількох кварталах міста почалися вуличні бої. 21 липня повстанці встановили контроль над районом Сакхур. 23 липня бої йшли в передмістях міста, але на північному напрямку загонам опозиції вдалося пробитися в межі міста і почати штурм місцевої штаб-квартири органів держбезпеки. Крім того, повстанці захопили військову навчальну частину, розташовану в 10 км на північ від Алеппо.
24 липня з провінції Ідліб до Алеппо були направлені додаткові частини сирійської армії (в тому числі бронетехніка), а вертольоти почали завдавати ракетних ударів по цілях в місті. 28 липня урядові війська почали оточення Алеппо, в ході бойових дій бойовики в цьому районі зазнали втрат, урядові війська захопили велику кількість зброї.
1 серпня Місія ООН зі спостереження в Сирії підтвердила, що повстанське угрупування «Вільної сирійської армії» в Алеппо має у своєму розпорядженні важку зброю, в тому числі танки.
10 серпня сирійська армія витіснила бойовиків з кварталу Салах ад-Дін на сході Алеппо, 11 серпня бої перемістилися в сусідній район Суккарі. Цього ж дня бої точилися в районі Сейф ад-Даул і ще в декількох кварталах Алеппо. 17 серпня після двох днів боїв армійські спецпідрозділи завершили «зачистку» кварталу Майдан і ліквідували угруповання бойовиків у кварталі Фірдаус. Крім того, кілька бойовиків (Зокрема, снайпери) були знищені в Бустан-ель-Баші. Цього ж дня бої перемістилися на підступи до Алеппо — в аль-Баб, за 35 км на північний схід від міста. 25 серпня урядові війська зайняли квартали Сейф ад-Даул і Фірдаус.
31 серпня бойовики атакували ряд військових баз і аеродромів в околицях Алеппо, зокрема, авіабазу Расмо аль-Абуд. Практично одночасно повстанці напали на авіабазу поблизу містечка Тафтаназ у провінції Ідліб. Представники опозиції прорвалися в житлове містечко, де мешкають льотчики, техніки і їх сім'ї, щоб обмежити використання урядовими силами бойових літаків і вертольотів для підтримки своїх операцій з повітря.

### 2013

Театр бойових дій на березень 2014 року

1 листопада урядові війська зайняли місто Сафіра на південний схід від Алеппо, витіснивши звідти частини повстанської Вільної Сирійської Армії. 11 листопада урядові війська зайняли міста Тель-Хассель і Тель-Аран (між Алеппо і містом Сафіра).

### 2014

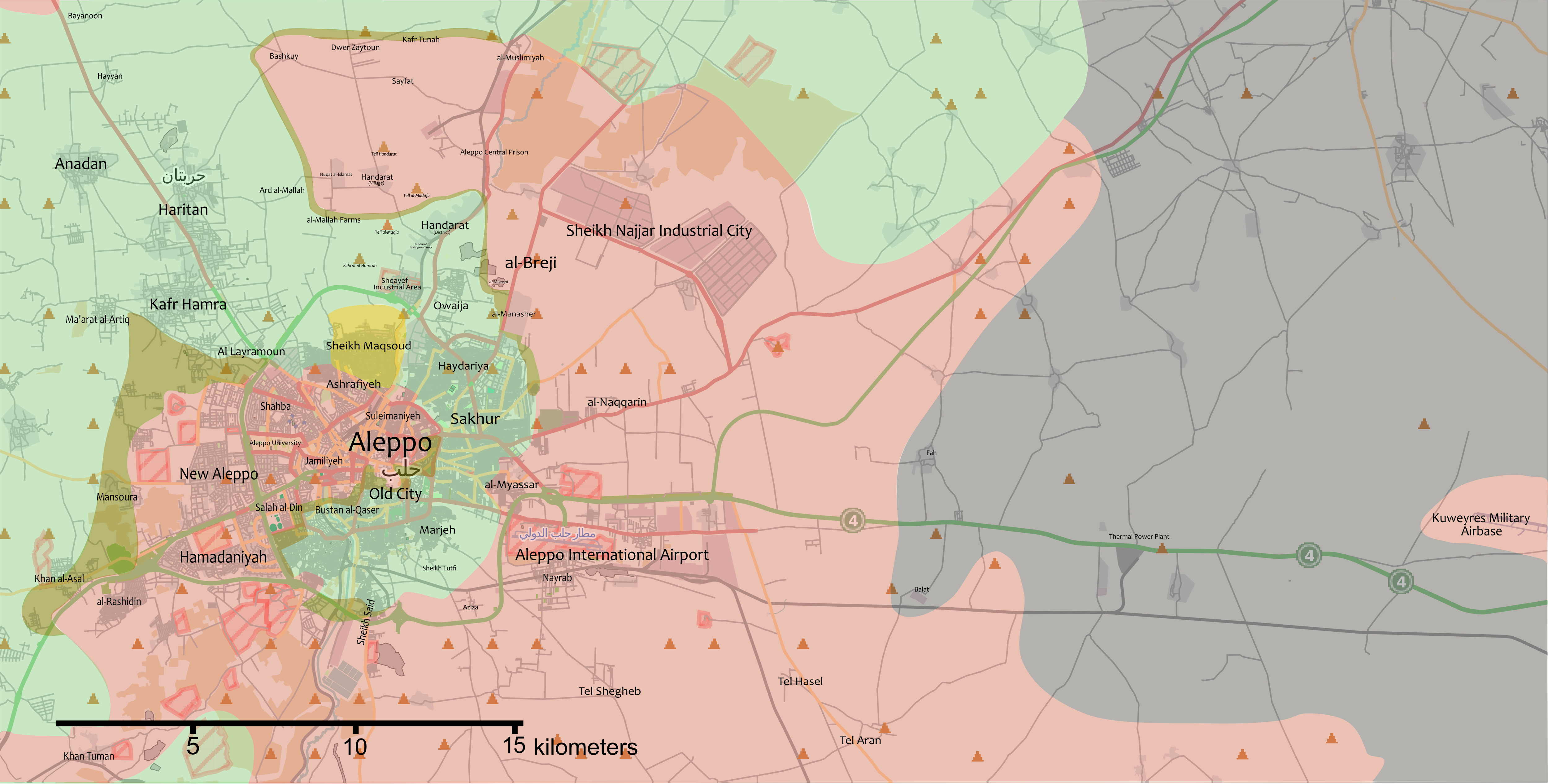
Театр бойових дій на квітень 2015 року

11 січня війська Башара Асада захопили зону Аль-Наккарін і пагорб Шейх-Юсуф, що дозволило їм просунулися в бік промислової зони Алеппо.

Театр бойових дій на 12 грудня 2016 року

### 2016
У середині жовтня війська Башара Асада спільно із союзниками з Ірану та Хезболли розпочали наступ на півночі від міста Алеппо. Армію Асада з повітря підтримує російська авіація.
У середині грудня опозиційні до Башара Асада сили залишили місто, після чого в місті були зафіксовані масові вбивства людей. В цих вбивствах, можливо, брали участь і найманці з Росії. Однак відео наведене як доказ, виявилося знято у 2013 році.
23 грудня в місто був введений підрозділ військової поліції Росії.

## Пов'язані події
19 грудня 2016 року в столиці Туреччини Анкарі був убитий російський посол Андрій Карлов. Вбивця, офіцер турецької спецслужби, заявив, що вбивство було здійснене «за Алеппо».

## Наслідки
Окрім військово-політичних наслідків результатом бойових дій в місті і навколо міста стали серйозні руйнування. Історичний центр міста, що входить до списку об'єктів Всесвітньої спадщини ЮНЕСКО, зазнав серйозних руйнувань.
Штурм Алеппо з суходолу та численні повітряні бомбардування міста призвели до загибелі 213 цивільних. Є відомості про навмисні вбивства мирного населення. На екстреному засіданні Ради безпеки ООН США звинуватили Росію у варварстві.